# Horodnic de Sus
Horodnic de Sus é uma comuna romena localizada no distrito de Suceava, na região de Bucovina. A comuna possui uma área de 54.00 km² e sua população era de 4845 habitantes segundo o censo de 2007.